# Makoto Kakuda
Makoto Kakuda (角田 誠 Kakuda Makoto?), född 10 juli 1983, är en japansk fotbollsspelare.
I november 2003 blev han uttagen i Japans trupp till U20-världsmästerskapet 2003.